# Commonwealth Games 2022/Bowls – Para-Doppel (Männer)
Das Para-Doppel der Männer im Bowls bei den Commonwealth Games 2022 in der Klasse B6–B8 wurde vom 29. Juli bis 2. August 2022 ausgetragen. Im Finale konnte sich Schottland mit 16:7 gegen Australien durchsetzen.

## Format
Die 6 Mannschaften spielten in einer Gruppe, wobei jedes Team einmal gegen jedes andere antrat. Die vier Gruppenbesten qualifizierten sich für das Halbfinale. Von dort an wurde im K.-o.-System die Commonwealth-Sieger ermittelt.

## Teilnehmer
| Nation     | Teilnehmer                        |
| ---------- | --------------------------------- |
| Australien | Damien Delgado, Chris Flavel      |
| England    | Craig Bowler, Kieran Rollings     |
| Neuseeland | Graham Skellern, Mark Noble       |
| Schottland | Garry Brown, Kevin Wallace        |
| Südafrika  | Deon van de Vyver, Willem Viljoen |
| Wales      | Christopher Spriggs, Paul Brown   |

## Gruppenphase
| Nation     | Spiele | gew. | unent. | verl. | Pkt. gew. | Pkt verl. | Pkt diff. | Punkte |
| ---------- | ------ | ---- | ------ | ----- | --------- | --------- | --------- | ------ |
| Schottland | 5      | 4    | 0      | 1     | 100       | 57        | +43       | 12     |
| England    | 5      | 4    | 0      | 1     | 72        | 70        | +22       | 12     |
| Australien | 5      | 3    | 1      | 1     | 77        | 58        | +19       | 10     |
| Neuseeland | 5      | 2    | 0      | 3     | 60        | 80        | −20       | 6      |
| Wales      | 5      | 1    | 0      | 4     | 57        | 75        | −18       | 3      |
| Südafrika  | 5      | 0    | 1      | 4     | 51        | 77        | −26       | 1      |

| Nation 1                 | Ergebnis                | Nation 2                |
| 29. Juli 2022, 8:30 Uhr  | 29. Juli 2022, 8:30 Uhr | 29. Juli 2022, 8:30 Uhr |
| ------------------------ | ----------------------- | ----------------------- |
| England                  | 12:23                   | Schottland              |
| Neuseeland               | 07:17                   | Australien              |
| Südafrika                | 09:14                   | Wales                   |
| 29. Juli 2022, 15:00 Uhr |                         |                         |
| Südafrika                | 12:12                   | Australien              |
| England                  | 19:11                   | Neuseeland              |
| Schottland               | 19:9                    | Wales                   |
| 30. Juli 2022, 8:30 Uhr  |                         |                         |
| Südafrika                | 10:18                   | Schottland              |
| England                  | 13:12                   | Australien              |
| Neuseeland               | 20:12                   | Wales                   |
| 30. Juli 2022, 15:00 Uhr |                         |                         |
| Südafrika                | 07:17                   | Neuseeland              |
| England                  | 12:11                   | Wales                   |
| Schottland               | 15:21                   | Australien              |
| 31. Juli 2022, 15:00 Uhr |                         |                         |
| Südafrika                | 13:16                   | England                 |
| Neuseeland               | 05:25                   | Schottland              |
| Wales                    | 11:15                   | Australien              |

## Endrunde

### Halbfinale
| Nation 1                 | Ergebnis                 | Nation 2                 |
| 1. August 2022, 8:30 Uhr | 1. August 2022, 8:30 Uhr | 1. August 2022, 8:30 Uhr |
| ------------------------ | ------------------------ | ------------------------ |
| Schottland               | 18:10                    | Neuseeland               |
| England                  | 04:17                    | Australien               |

### Spiel um Bronze
| Nation 1                  | Ergebnis                  | Nation 2                  |
| 2. August 2022, 16:15 Uhr | 2. August 2022, 16:15 Uhr | 2. August 2022, 16:15 Uhr |
| ------------------------- | ------------------------- | ------------------------- |
| Neuseeland                | 04:13                     | England                   |

### Finale
| Nation 1                  | Ergebnis                  | Nation 2                  |
| 2. August 2022, 16:15 Uhr | 2. August 2022, 16:15 Uhr | 2. August 2022, 16:15 Uhr |
| ------------------------- | ------------------------- | ------------------------- |
| Schottland                | 16:70                     | Australien                |